# Roger Maris
Roger Eugene Maris (10 de setembro de 1934 – 14 de dezembro de 1985) foi um jogador americano profissional de beisebol da MLB que atuava como right fielder. Durante a temporada de 1961, Maris fez 61 home runs pelo New York Yankees, quebrando o recorde de Babe Ruth que havia feito 60 home runs em 1927. O recorde de Maris durou 37 anos.
Maris jogou por 12 temporadas, de 1957–1968, por quatro times diferentes, aparecendo sete vezes na World Series e vencendo por três vezes. Ele foi MVP, All Star e vencedor do prêmio Luva de ouro como outfielder, sendo que o número de sua camisa, #9, foi aposentado pelos New York Yankees.

## Honrarias

### Prêmios
- 7× selecionado para o All-Star (1959, 1960, 1960, 1961, 1961, 1962, 1962)
- 3× campeão da World Series (1961, 1962, 1967)
- 2× AL MVP (1960, 1961)
- Vencedor da Luva de Ouro (1960)
- Camisa aposentada pelo New York Yankees (#9)